# Omalotettix
Omalotettix is een geslacht van rechtvleugeligen uit de familie veldsprinkhanen (Acrididae). De wetenschappelijke naam van dit geslacht is voor het eerst geldig gepubliceerd in 1906 door Bruner.

## Soorten
Het geslacht Omalotettix omvat de volgende soorten:
- Omalotettix chapadensis Bruner, 1908
- Omalotettix obliquus Thunberg, 1824